# Inégalité de Hadwiger-Finsler
En mathématiques, l'inégalité de Hadwiger-Finsler est un résultat de géométrie du triangle. Elle stipule que pour un triangle de longueurs de côté {\displaystyle a,b,c} et d'aire {\displaystyle S}, alors
{\displaystyle a^{2}+b^{2}+c^{2}\geqslant (a-b)^{2}+(b-c)^{2}+(c-a)^{2}+4{\sqrt {3}}S\quad {\mbox{(HF)}}.}

## Inégalités associées
- L'inégalité de Weitzenböck est un corollaire simple de l'inégalité de Hadwiger – Finsler ; avec les mêmes notations, elle s'écrit :

{\displaystyle a^{2}+b^{2}+c^{2}\geqslant 4{\sqrt {3}}S\quad {\mbox{(W)}}.}
L'inégalité de Hadwiger-Finsler est en fait équivalente à l'inégalité de Weitzenböck. Appliquer (W) au triangle formé des milieux des trois arcs découpés sur le cercle circonscrit par les sommets donne (HF) .
L'inégalité de Weitzenböck peut aussi être prouvée directement à l'aide de la formule de Héron.
- Il existe une version pour le quadrilatère : pour  un quadrilatère convexe {\displaystyle ABCD} de côtés de longueurs {\displaystyle a,b,c,d} et d'aire {\displaystyle S} on a [2]:

{\displaystyle a^{2}+b^{2}+c^{2}+d^{2}\geqslant 4S+{\frac {{\sqrt {3}}-1}{\sqrt {3}}}\sum {(a-b)^{2}}} où{\displaystyle \sum {(a-b)^{2}}=(a-b)^{2}+(a-c)^{2}+(a-d)^{2}+(b-c)^{2}+(b-d)^{2}+(c-d)^{2}},  avec égalité pour le carré.

## Démonstration
La formule d'Alkashi :
peut se transformer en :
Comme {\displaystyle S={\frac {1}{2}}bc\sin A}, on a :
En ajoutant les égalités similaires obtenues  pour les 3 côtés du triangle, on obtient :
Or, puisque les demi-angles du triangle sont inférieurs à π/2 et que la fonction tan est convexe, on a :
Ce qui donne l'inégalité de Hadwiger-Finsler:

## Historique
L'inégalité de Hadwiger-Finsler a été publiée en 1937 par les mathématiciens suisses Paul Finsler et Hugo Hadwiger.